# Vorpommern-Rügen járás
Vorpommern-Rügen egy járás Mecklenburg-Elő-Pomeránia tartományban. Vorpommern-Rügen járás Rostock, Mecklenburgische Seenplatte és Vorpommern-Greifswald járásokkal határos. Lakosainak száma 224 684 fő (2018. december 31.).

## Népesség
A járás népessége az elmúlt években az alábbi módon változott:

| 2018 | 224 684 |